# بیگ و اسمال
بیگ و اسمال (به انگلیسی: Big & Small) مجموعه‌های کمدی برای کودکان است که برای رده سنی پیش دبستانی ساخته شده‌است . بیگ و اسمال ساخته مشترک کیندل اینترتینمنت و تری جی پروداکشن است که با همکاری بی بی سی، تری هاوس تی وی و استودیو ۱۰۰ تولید شده‌است .
.
سری اول آن با موفقیتی جهانی روبه رو و سری دوم آن به درخواست بی بی سی ساخته شد . این برنامه، یک نمایش زنده کمدی است که برای کودکان پیش دبستانی اجرا می‌شود و به نمایش زندگی دو عروسک به نام‌های بیگ و اسمال می‌پردازد . از آنجا که بیگ و اسمال در انگلستان فیلمبرداری شده‌است، به لهجه انگلیسی است . البته نسخه دیگری از آن که در آمریکای شمالی نمایش داده شده، بدون لهجه انگلیسی است . در نسخه انگلیسی، لنی هنری، عروسک گردانی هر دو عروسک بیگ و اسمال را بر عهده دارد و عروسک گردانی دیگر شخصیت‌های داستان بر عهده ایملدا استانتون می‌باشد . در نسخه آمریکایی، تاد دولدرسام صداپیشگی عروسک بیگ و جیسون لی (بازیگر) صداپیشگی عروسک اسمال و ایملدا استانتون صداپیشگی رابی را بر عهده دارند .
بیگ و اسمال آنلاین – قسمتی از سی بیبینز آنلاین – برای بهترین مضمون محاوره‌ای، برنده جایزه بفتا کودکان در سال ۲۰۰۹ شد .

## مرور کلی قسمت
نمایش چنین آغاز می‌شود که شخصیت‌ها در حال اجرای کاری مانند بازی یا ساختن چیزی هستند . سپس میان شخصیت‌ها درگیری ای به وجود می‌آید که منجر به طرح داستان این قسمت می‌شود . شخصیت‌ها قبل از پایان یافتن این قسمت، درگیری میان خود را رفع می‌کنند . همیشه در هر قسمت حداقل یک آهنگ وجود دارد که در شدومیشن ساخته می‌شود .

## شخصیت‌ها
- بیگ موجود چاق بنفش با خال‌های صورتی بر روی کمرش است که شخصیتی آرام و مهربان دارد .
- اسمال موجود نارنجی پر انرژی و پر سر و صدایی ست .
- رابی موش صورتی با موهایی قرمز است . رابی در سوراخی در دیوار خانه بیگ و اسمال زندگی می‌کند .
- تویبا کرم سبز رنگی است که در سیبی روی درخت سیب زندگی می‌کند . تویبا مخفف عبارت « کرمی در سیب بزرگ » است . The Worm In Big’s Apple
- قورباغه‌ها دو قورباغه سبز رنگ هستند که در حوض حیات خلوت زندگی می‌کنند .
- تی – رکس حیوان عروسکی و دوست داشتنی بیگ است که اسمال آن را دوست ندارد .

## پخش
بیگ و اسمال در شبکه‌های BBC1، BBC2 و سی بیبیز در انگلستان و در Cyw در ویلز پخش می‌شود .
تری هاوس تی وی آن را در کانادا به نمایش در آورده‌است .
در مجموع، در بیش از ۴۰ کانال در سراسر جهان نشان داده می شود.

## جایزه‌ها
- جایزه بهترین مضمون محاوره‌ای به بیگ و اسمال آنلاین در بفتا در سال ۲۰۰۹[۶]
- جایزه بهترین برنامه کودک در تلویزیون سلطنتی در سال ۲۰۰۹ « با توجه به نظرسنجی از کودکان، بهترین برنامه به دلیل بالا بودن جذابیت »[۷]